# 윌 로저스
윌 로저스(Will Rogers, 1879년 11월 4일 ~ 1935년 8월 15일)는 미국의 정치인, 저널리스트, 연극 배우, 영화배우, 각본가, 영화 프로듀서이다.

## 영화
- 다우팅 토머스 (1935년) - 토머스 브라운 역
- 굽이도는 증기선 (1935년)
- 프리스트 판사 (1934년)
- 닥터 불 (1933년)
- 어느 박람회장에서 생긴 일 (1933년)
- 코네티컷 양키 (1931년)
- 해피 데이즈 (1929년) - 본인 역